# Torredelcampo
Torredelcampo est une commune située dans la province de Jaén de la communauté autonome d'Andalousie en Espagne.

## Administration
| Période                                  | Période | Identité | Étiquette | Qualité |
| ---------------------------------------- | ------- | -------- | --------- | ------- |
| N/A                                      | N/A     | N/A      | N/A       | Maire   |
| Les données manquantes sont à compléter. |         |          |           |         |

## Personnalités liées à la commune
- Constantino Ruiz Carnero (1887-1936), écrivain proche de Federico García Lorca et du café Alameda de Grenade et journaliste espagnol, assassiné au début de la Guerre d'Espagne par les militaires franquistes, est né à Torredelcampo.